# Bengt Johan Törneblad
Bengt Johan Törneblad, född den 25 september 1782 i Törnsfalls socken vid Västervik, död den 1 augusti 1820 i Stockholm, var en svensk författare, översättare och tidningsutgivare.

## Biografi
Törneblad, som hade bondeföräldrar, blev student vid Uppsala universitet 1802, ingick i pommerska fältkontoret 1808, vid tullverket i Stockholm och på handelskontor 1809 samt var en tid notarie vid sjötulls- och posträtterna, men levde sedan som litteratör i Stockholm. 
Törneblad påbörjade sin litterära bana som utgivare av tidningen "Nya posten" (1810–1812), där den av honom författade fabeln Räfvarne, som gav form åt misstankarna om Karl Augusts förgiftning, väckte ett oerhört uppseende och säkerligen bidrog att framkalla den stämning, som ledde till mordet på Fersen. Tidningen uppträdde dessutom särskilt som motståndare till "Polyfem" och Nya skolan, vars ivrige förkämpe Törneblad sedermera blev, främst i egenskap av översättare.
Friedrich Schillers "Don Carlos" (1813), "Jungfrun af Orleans" (samma år) och "Wallenstein" (1814) utgjorde början av ett företag att tolka skaldens alla dramer, vilket dock av brist på förläggare måste avstanna. Han utgav även A.W. Schlegels "En skön och putslustig nyårslek" (1813), La Motte-Fouqués "Smärre romaner" (1816), "Dödsförbundet" (samma år) och "Undina" (1819) samt Cervantes "Hustrun på prof" (1817). 
I de flesta av dessa tolkningar, särskilt i dem efter Schiller, röjer Törneblad en verkligen beaktansvärd talang och en språkvirtuositet, som på hans tid ingalunda hörde till de vanliga. Men detta slags författarskap gav inte bröd, utan endast vittert anseende. Törneblad måste därför även sysselsätta sig med skriftställeri av helt annat slag, som kunde påräkna uppmuntran av den stora allmänheten. Han författade sålunda en mängd lättare ströskrifter, romaner, satirer, konjunkturskrifter och dylikt, som visserligen köptes och lästes, men också snart glömdes. Sådana var de i Cederborghs stil skrivna romanerna Stora verlden (1812) och Friherre Dolk (1814–1815), som skildrar en i 1700-talets upplysningsfilosofi uppvuxen egoist, vidare Ett splitternytt extraordinärt beskattningsprojekt (samma år, med flera följdskrifter), Försök till ett svenskt critiskt reallexikon... af Benedetto Terzaruolo (3 häften 1813; ofullbordat), Tiden och Bonaparte (1814), Gubben med skåpet (1–3, 1818–1819), Fria tankar om det stockholmska polisväsendet (1819) och många andra. I striden mot Grevesmöhlen deltog Törneblad med iver och utgav jämte Hammarsköld Grevesmöhliana (1815), av vars 6 häften han även författat en stor del. 
Den publicistiska verksamheten återupptog han med "Föreningen, skandinaviskt folkblad" (1816–1817), fortsatt genom "Svenskt nationalblad" (1817–1818). Även åt uppfostringsväsendet ägnade han sin penna och skrev Goda tonen, synnerligen den stockholmska (1814) samt Ideal till en sann och äkta qvinnobildning (1815), den främsta av hans prosaskrifter. Törneblads satiriska och komiska skrifter (exempelvis hans nämnda "Reallexikon") lider, trots enstaka lustigheter, av en viss torrhet samt kan i originalitet och kvickhet ingalunda mäta sig med den vid slutet av Törneblads bana framträdande Dahlgrens.